# Kljačanovo
Kljačanovo, česky Klačanovo nebo Kličanovo, ukrajinsky Клячаново, maďarsky Klacsanó, je obec v ivanovecké venkovské komunitě (hromadě), v mukačevském okrese Zakarpatské oblasti Ukrajiny. V roce 2001 zde žilo 1905 obyvatel.

## Historie
Do uzavření Trianonské smlouvy byla obec součástí Uherska, poté (pod názvem Kličanovo) byla součástí Československa. V roce 1921 zde stálo 243 domů a žilo zde 1179 obyvatel, z toho 1 Čechoslovák, 1068 Rusínů, 27 Maďarů a 83 Židů. Od roku 1945 byla obec součástí Ukrajinské sovětské socialistické republiky, která byla součástí SSSR, a nakonec od roku 1991 je součástí samostatné Ukrajiny.